# Francesco de Sanctis
Francesco de Sanctis (28. března 1817, Morra De Sanctis – 29. prosince 1883, Neapol) byl italský literární historik a literární kritik, angažoval se i v politice. Jeho Dějiny italské literatury (1. díl 1870, 2. díl 1871) jsou prvním a zároveň klasickým souhrnným pojednáním o italském písemnictví.
Byl jedním z prvních stoupenců hegelovství v Itálii a měl blizko k mladohegelovství. Ovlivnil filozofické názory Croceho.
Pro své revoluční aktivity roku 1848 byl de Sanctis tři roky vězněn v Neapoli. Od roku 1856 byl profesorem v Curychu, od roku 1871 v Neapoli. Byl několikrát ministrem vzdělávání v italských vládách. Jeho rodiště Morra Irpina bylo roku 1937 přejmenováno na jeho počet na Morra De Sanctis.

## České překlady
- DE SANCTIS, Francesco. Dějiny italské literatury. Praha: Státní nakladatelství krásné lit. a umění, 1959. 614 s.